# Giacomo Pinasco
Giacomo Romolo Pinasco (Genova, 16 luglio 1891 – Genova, 10 settembre 1962) è stato un calciatore e arbitro di calcio italiano, di ruolo centrocampista.

## Biografia

### Calciatore
Tirò i primi calci nell'Andrea Doria giocando in tutte le squadre, dalla quarta alla prima.
Iniziata la guerra fu chiamato nel 1º Reggimento Artiglieria da Fortezza e fu mandato sull'altopiano di Asiago. In seguito passò al 16º Reggimento di Campagna e spostato ad Enego e a Campomolone. Dopo il congedo (la sua classe tornò a casa subito dopo il 4 novembre 1918) prese parte alla "Coppa De Marchi" messa in palio dall'Andrea Doria per ricordare il compagno di squadra Cesare De Marchi morto sul Carso nel 1915 e la vinsero battendo Sampierdarenese, Spes e Rivarolese.

### Arbitro
Nel 1919 smise di giocare e si iscrisse al corso arbitri venendo inserito nei quadri dell'Associazione Italiana Arbitri ligure a novembre. Tesserato come arbitro per l'Andrea Doria diresse solo gare dei campionati liguri per due stagioni.
Non essendo d'accordo con la scelta dei doriani di aderire alla Confederazione Calcistica Italiana, passò alla Sestrese rimasta fedele alla F.I.G.C. e sotto i colori di questa squadra arbitrò fino alla fine della sua carriera sportiva.
Le più importanti partite da lui arbitrate furono:
- Carpi-SPAL (3-1) del 15 gennaio 1922 (alla 4ª ripetizione);
- Livorno-Padova (2-1) del 4 febbraio 1923;
- Juventus-Alessandria (riserve) del 1921-1922;
- Legnano-Milan (riserve) del 1921-1922;
- Inter-Modena (1-1) del 23 dicembre 1923, (ripetizione dopo l'errore di Galletti);
- Casale-Padova (1-0) del 3 febbraio 1924;
- Livorno-Juventus (2-2) del 7 dicembre 1924;
- SPAL-Bologna (0-4) del 15 febbraio 1925;
- Casale-Torino (0-0) del 1º marzo 1925;
- Milan-Pro Vercelli (1-2) del 5 aprile 1925;
- Alba Roma-Bologna (0-2) del 23 agosto 1925.

Diresse la sua ultima gara ufficiale in Divisione Nazionale 1926-1927 il 13 febbraio 1927 dirigendo Hellas Verona-Pro Vercelli (2-1).

#### Il caso Pinasco
La carriera di Pinasco finì in maniera brusca e controversa nell'estate 1927 in seguito a un affaire collegato al più complesso caso Allemandi: l'8 giugno il Comitato Italiano Tecnico Arbitrale decretò la ripetizione di Torino-Bologna del 15 maggio, sfida scudetto arbitrata da Pinasco e terminata 1-0 per i padroni di casa, a causa di un presunto errore tecnico; apparentemente, il direttore di gara, interrogato dall'organo ben ventitré giorni dopo il match (ma soltanto due giorni dopo il derby vinto per 2-1 dal Torino, che di fatto assegnava lo scudetto ai granata, mancando ancora la certezza aritmetica), avrebbe ammesso di non aver segnalato un fuorigioco nella circostanza della rete granata, poiché distratto dalle lamentele della squadra rossoblù per un gol fantasma che le era stato appena negato. La versione ufficiale dell'assemblea, tuttavia, fu clamorosamente smentita dallo stesso Pinasco, il quale affermò in un'intervista alla Stampa che considerava regolare la rete torinista e corretta la precedente non assegnazione di un gol ai bolognesi.
Gli arbitri liguri indissero una riunione di protesta verso la CITA e in segno di solidarietà nei confronti del collega, ma il Direttorio Federale intervenne, minacciando dimissioni coatte per i partecipanti al convegno e sospendendo Pinasco «fino a nuovo ordine». Infine, il 30 giugno il presidente FIGC Leandro Arpinati, noto fra l'altro per essere un tifoso del Bologna, deliberò irrevocabilmente la replica della partita in oggetto e punì il direttore di gara con il ritiro della tessera per aver reso versioni diverse sullo svolgimento della partita. Il replay dell'incontro annullato si tenne il 3 luglio, sotto la direzione di Carlo Dani, anch'egli "fischietto" residente a Genova, e vide un'ulteriore vittoria del Torino, con una rete su un rigore dubbio. Lo scandalo passò alla storia come il "caso Pinasco": la verità dei fatti nonché le reali responsabilità dell'arbitro, della CITA e di Arpinati in merito alla ripetizione di Torino-Bologna non furono mai completamente chiarite.

### Dirigente sportivo
Fu commissario straordinario dell'Andrea Doria nel difficile periodo di ricostituzione della sezione calcio nel 1919.
Per quattro campionati consecutivi fu eletto quale vice-presidente del Comitato Regionale Ligure (dal 1920-1921 al 1924-1925) e nel 1924 fu il Commissario Tecnico sempre per il C.R. Ligure.